# Velké Přítočno
Velké Přítočno là một làng thuộc huyện Kladno, vùng Středočeský, Cộng hòa Séc.